# Stephansstift

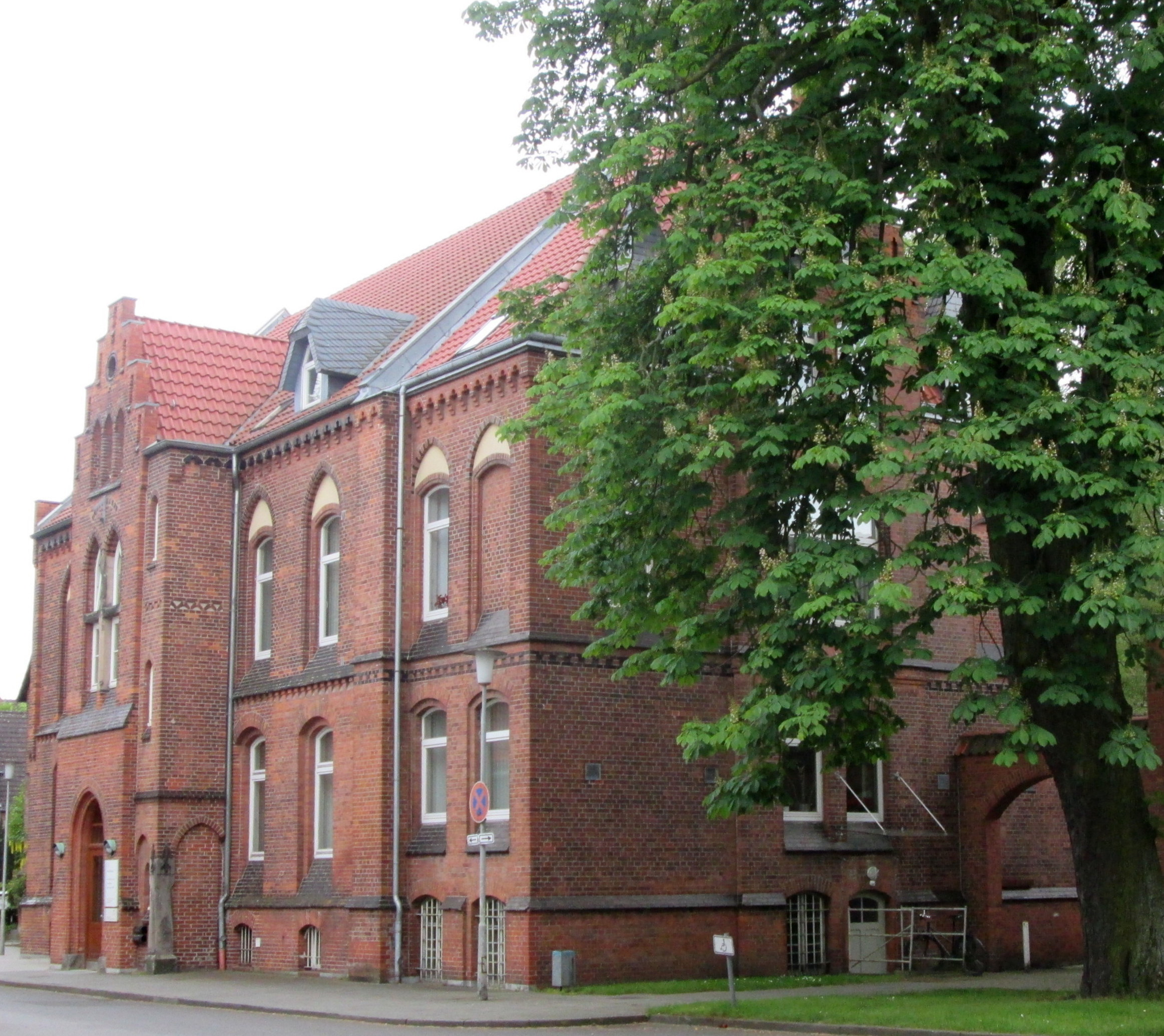
Hauptgebäude des Stephansstifts

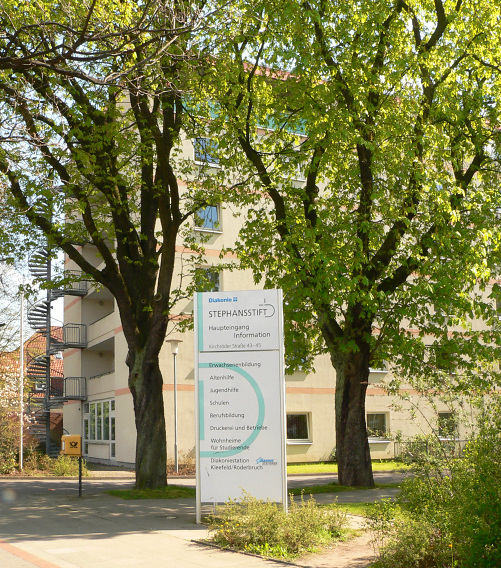
Informationsschild, dahinter das Wichernhaus des Zentrums für Erwachsenenbildung

Das Stephansstift ist eine 1869 gegründete Stiftung des bürgerlichen Rechts und eine kirchliche Stiftung mit Sitz in Hannover-Kleefeld. Es ist Mitglied des Diakonischen Werkes in Niedersachsen und ist in unterschiedlichen sozialen Bereichen, insbesondere in der Jugend- und Altenhilfe sowie der beruflichen Ausbildung, der Fort- und Weiterbildung tätig. Zum 1. Januar 2011 wurde das Stephansstift mit den Diakonischen Heimen Kästorf in der Dachstiftung Diakonie zusammengeführt.

## Geschichte

### Gründung

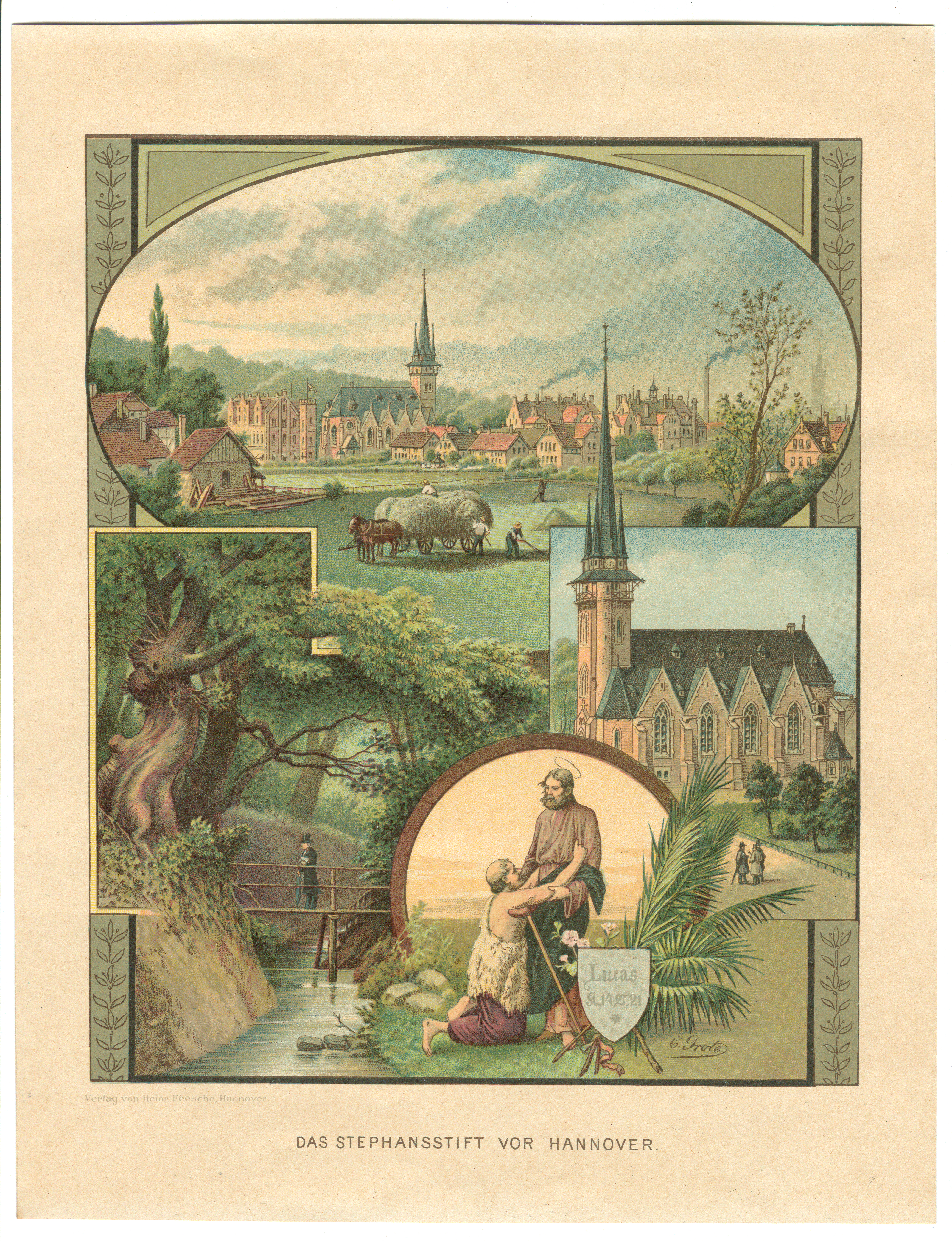
Lithographie des Stephansstift von Carl Grote um 1902

Das Stephansstift ging aus dem „Evangelischen Verein zu Hannover“ hervor, der im Jahr 1865 unter anderem von Gerhard Uhlhorn, Theodor Lohmann, Julius Freytag und Karl August Grote gegründet worden war. Der Verein veranstaltete Vortragsreihen, um Finanzmittel für die diakonische Arbeit zu sammeln. 1866 gründete der Vereinsgeistliche Freytag (1835–1926) das „Hannoversche Sonntagsblatt“, durch dessen Einnahmen, die der Vereinskasse zuflossen, ihm ein festes Gehalt gezahlt werden konnte. Das Sonntagsblatt informiert über die Tätigkeiten des Vereines sowie der diakonischen Einrichtungen in der Stadt Hannover.
Bei der Mitgliederversammlung des Evangelischen Vereins am 9. November 1868 wurde die Gründung eines Brüderhauses geplant. Die hannoverschen Diakone wurden bis dato von anderen, unierten Landeskirchen ausgebildet und es war nun der Bedarf vorhanden, eigene Diakone nach dem lutherischen Bekenntnis auszubilden. Der Theologe Helmut Grütter beschreibt dieses Bedürfnis wenige Wochen nach der Mitgliederversammlung in seinem Aufsatz „Wir müssen Brüder haben“ wie folgt: „Rohmaterial auszuführen und als Fabrikat von einem Nachbarvolk theuer kaufen, ist eine schlechte Volkswirtschaft. Wir müssen Brüder haben, die aus unserem Volk gewachsen, mit unserer Kost genährt sind, im lutherischen Bekenntnis stehen, den Darbenden ohne eigenen Willen dienen wollen.“
Nach einem Aufruf, den Freytag im Dezember 1868 veröffentlicht hatte, meldeten sich zunächst fünf junge Männer. An Himmelfahrt 1869 wurde das Stephansstift in einer Mietwohnung in der Breiten Straße in Hannover gegründet.

### Entwicklung bis 1900

„Das Stephanstift“, darunter der Ackerhof und das Brüderhaus;
Ansichtskarte mit einem Voege-Plan, um 1910

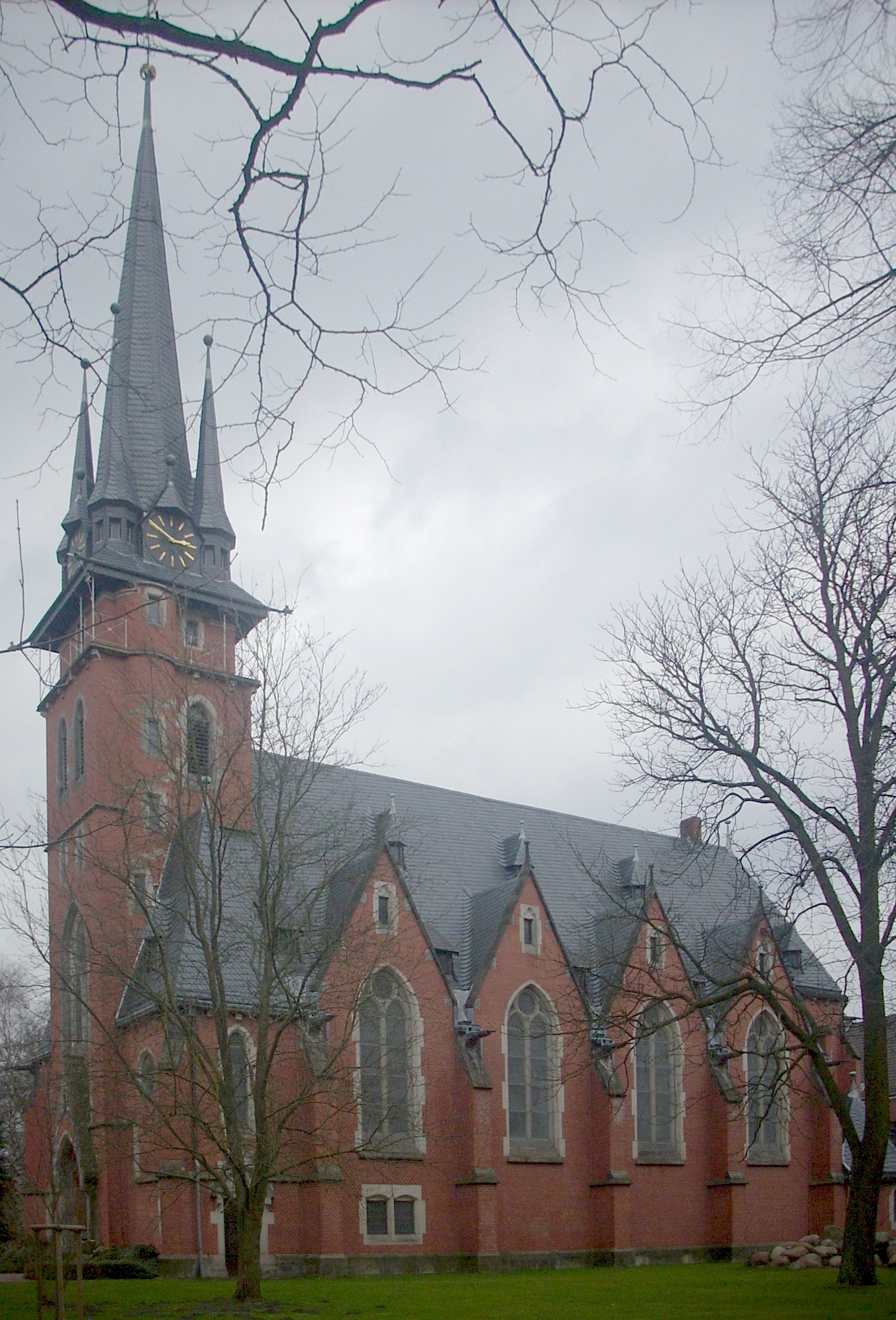
Kirche des Stephansstifts

Nach dem Deutsch-Französischen Krieg 1870/71 veröffentlichte Freytag einen Aufruf im Hannoverschen Sonntagsblatt, in dem er auf die Notwendigkeit über ein eigenes Stiftungsgelände vor den Toren der Stadt hinwies. Nach dem Vorbild des Rauhen Hauses sollte eine Brüderausbildung in Verbindung mit einem Rettungshaus für verwahrloste Jungen stattfinden. So etwas sei aber in der Stadt nicht möglich. Auf Bitten Freytags hin schenkte der Fabrikbesitzer Konsul Schwemann dem Stephansstift eine schmale Wiese hinter Kleefeld. Dieses Grundstück konnte durch weitere günstige Zukäufe von Nachbarsgrundstücke rasch vergrößert werden. Im Jahre 1872 konnte das erste Haus auf dem Gelände eingeweiht und eröffnet werden. Das Gebäude (heutiges Haupthaus) wurde mit dem Ertrag der landeskirchlichen Kollekte und mit Hilfe von Handwerksmeistern aus dem Jünglingsverein errichtet. Nach der Eröffnung wohnten dort die angehenden Diakone zusammen mit zwölf Knaben, einem Gärtner, einer Köchin und der Familie des Vorstehers. In den Folgejahren vergrößerte sich das Stephansstift unter dem 1873 eingesetzten neuen Vorsteher Ludolf Wilhelm Fricke (1840–1899). So folgten neben zahlreichen Grundstückserwerbungen (Ackerland, Wald und Wiesen), die durch das Stift bewirtschaftet wurden, neue Gebäude wie das 1874 entstandene Knabenhaus mit dem 1877 angebauten Siechenhaus für Männer (alter Begriff für heutige Altenpflegeheime).
In den darauf folgenden Jahren entstanden verbunden mit der raschen Expansion des Stephansstift weitere Neubauten. Die neu gegründeten Arbeitsbereiche des Knabenhofes und des Siechenhauses sollten neben der theoretischen Ausbildung ein praktisches Ausbildungsfeld für die jungen Diakone darstellen. Die fertig ausgebildeten Brüder, wie die Diakone genannt wurden (und z. T. heute noch genannt werden), verblieben etwa zur Hälfte als „Heimbrüder“ im Stephansstift und wurden dort mit neuen Aufgaben betraut. Die andere Hälfte wurde als so genannte „Sendbrüder“ in die diakonischen Einrichtungen der Landeskirche entsendet, um dort tätig zu werden.

1892 wurde die Stiftskirche nach Plänen von Rudolph Eberhard Hillebrand gebaut und drei Jahre später eingeweiht. Der Bau wurde von einer großen Spende aus dem Adel finanziert. Sämtliche Glasfenster schuf  das Glasmalereiatelier von Alexander Linnemann und Otto Linnemann aus Frankfurt.
1897, als das Stift ca. 350 Brüder und 100 schulpflichtige sowie 50 schulentlassene Jungen (Knaben) umfasste, wurde Pastor Paul Oehlkers (1862–1922) Vorsteher des Stephansstiftes. Er ist auf dem Friedhof des Stephanstifts begraben. Sein Grabmal besteht noch.
Weihnachten 1900 wurde von 25 auswärtigen Diakonen der erste Brüdertag abgehalten. An diesem Tag wurde offiziell die „Brüderschaft des Stephansstiftes“ gegründet. Bereits zuvor war von einer Brudergemeinschaft geredet, doch hatte diese noch keinen offiziellen Rahmen.

### 20. Jahrhundert
1901 wurde die zweite Pastorenstelle im Stift eingerichtet und im Jahre 1910 die Dritte. Mit der Expansion des Stiftes kamen auch neue Lehrbetriebe (Tischlerei, Bäckerei etc.) für die schulentlassenen Jungen sowie Heime dazu. So entstand 1902 beispielsweise das Lehrlingswohnheim für die in den Anstaltsbetrieben beschäftigten Lehrlinge. Außerdem wurde eine Hilfsschule für „Schwachbegabte“ gegründet (die heutige Ludolf-Wilhelm-Fricke-Schule). 1913 wurde das Brüderhaus eingeweiht.
Während des Ersten Weltkrieges wurden die Einrichtungen des Stephansstiftes teilweise als Lazarette verwendet.
Ab 1922 übernahm Pastor Johannes Wolff (1884–1977) die Verantwortung als Vorsteher. Zu dieser Zeit lebten und arbeiteten ca. 400 Knaben, 130 alte Männer, 84 Brüder und 241 Angestellte auf dem Hauptgelände des Stiftes. Doch das Stift hat sich nicht nur in Kleefeld entwickelt, sondern verfügte auch über Einrichtungen im übrigen Stadtgebiet sowie in der Vorstadt (beispielsweise das Gut Kronsberg).
1927 wurde die Wohlfahrtspflegerschule eröffnet. Hier konnten die Diakone der Diakonenschule neben ihrer kirchlichen auch eine staatliche Qualifikation erlangen. Ab 1938 befand sich das Ausbildungsinstitut für Kirchenmusik auf dem Gelände des Stiftes.

#### Zweiter Weltkrieg
Das Dritte Reich überstand das Stephansstift durch das widersprüchliche Engagement von Pastor Wolff weitestgehend unbeschadet. Obwohl Pastor Wolff während der Zeit des Nationalsozialismus von politischer Linientreue beseelt war, wollte er in der Nachkriegszeit nichts davon wissen. Er verdrängte und leugnete seine ehemals nationalsozialistisch geprägte Einstellung bis zu seinem Tode.
Durch die Luftangriffe auf Hannover im Zweiten Weltkrieg kam es zu einigen Bombenschäden auf dem Hauptgelände und dem Gut Kronsberg. Während des Zweiten Weltkrieges und in der Zeit danach diente das Stift als Sammelunterkunft für Ausgebombte und Flüchtlinge. Durch diesen Umstand wurde 1946 die Geschäftsstelle des „Hilfswerks der Hannoverschen Landeskirche“ im Stephansstift eingerichtet. Von 1948 bis 1956 wurden im Stift die beschädigten Gebäude und Anlagen repariert und neu errichtet. 1950 schloss sich die Zinsdorfer Bruderschaft der Brüderschaft des Stephansstiftes an.

#### Aktivitäten seit den 1960er-Jahren
1961 trat Karl Janssen in das Amt des Vorstehers ein, der bereits zuvor als Brüderpastor hier tätig gewesen war.
1962 wurde das Gut Kronsberg verkauft und parallel dazu das Gut Burgdorf gekauft und zu einem neuen Erziehungsheim ausgebaut, das 1965 als Backhausenhof eingeweiht wurde. Ebenfalls 1962 wurde die Wichernschule eröffnet.
1967 wurde die Heimerzieherschule gegründet, die spätere Evangelische Fachschule für Sozialpädagogik Stephansstift, Teil des heutigen Diakoniekollegs.
1966 konnte das Brüderhaus, 1985 umbenannt in Geschwisterhaus (heute: Wichernhaus) eingeweiht werden, in dem die Studierenden während der Theoriesemester Unterkunft fanden. Ab 1969 wurde in Clausthal-Zellerfeld das Oberharzer Jungenheim eröffnet. Damit begann die Jugendhilfe Oberharz als Außenstelle des Stephansstiftes ihre Arbeit.
1970 eröffnete man im Stephansstift das landeskirchliche Seminar für kirchliche und diakonische Berufe.
1972 erfolgte die Umbenennung der „Brüderschaft des Stephansstiftes“ in „Diakoniegemeinschaft Stephansstift e. V.“ Damit wurde der Aufnahme von weiblichen Mitgliedern in die Lebensgemeinschaft Rechnung getragen. Erster Vorsitzenden der Diakoniegemeinschaft wurde 1973 der Diakon Hans-Jürgen Lange. Er behielt dieses Amt bis 1989.
1973 legte das Stephansstift die Rechtsträgerschaft für die Wichernschule nieder, die durch die Übernahme durch die Landeskirche zur Evangelischen Fachhochschule wurde. 1974 wurde ebenfalls das Seminar für kirchliche und diakonische Berufe (Diakonenausbildung) an die Evangelische Fachhochschule Hannover (EFH) überführt, welches dort ab 1975 als Fachbereich Religionspädagogik und Diakonie weitergeführt wurde.
1973 wurde Harm Alpers neuer Stiftsvorsteher.
1980 eröffnete mit dem Lindenhaus die erste Tagesgruppe. 1982 begann in der Außenstelle Borstel die erste koedukative Erziehung in der Jugendhilfe, indem Jungen und Mädchen in einer Wohngruppe zusammengelegt wurden. 1984 wurde die erste therapeutische Wohngruppe gegründet. Ebenfalls in diesem Jahr wurde das Gut Backhausenhof verpachtet und im anschließenden Jahr geschlossen und verkauft.
1986 übernahm Walter Weber das Amt des Stiftsvorstehers.
Neben der Einweihung eines Anbaus des Altenheimes Stephansruh wurde das Altenheim Marianne-Werner-Haus eröffnet. 1988 wurde das Angebot der Jugendhilfe durch die Mobile Betreuung erweitert und 1991 bekam die Jugendhilfe die Segelyacht Mauna Kea gebaut, die für besondere Projekte und erlebnispädagogische Maßnahmen gedacht war.
Nach der „Wende“ 1989 gründete das Stephansstift das Cornelius-Werk als Tochtergesellschaft zum Aufbau der diakonischen Hilfen in Burg bei Magdeburg. In den folgenden zwei Jahren kamen noch das Gut Lüben, ein ehemals staatlicher Jugendwerkhof und ein Alten- und Pflegeheim hinzu.
1989 wurde die Diakonin Doris Jännicke zur Vorsitzenden der Diakoniegemeinschaft gewählt. Ihr folgten im Amt des Vorsitzenden 1997 Diakon Hartwig Laack, 2001 Diakon Jörg Stoffregen, 2007 Diakon Wolfgang Peiker, ihm folgte Margret Marten als Vorsitzende.
1996 eröffnete die Mobile Betreuung in Linden-Limmer. 1997 fand ein Leitbildprozess statt, durch den das heutige Leitbild entwickelt wurde. Des Weiteren wurde die Jugendhilfe umstrukturiert um weiterhin in ihrer Struktur zukunftsfähig zu bleiben. 1998 wurden mehrere Tagesgruppen in Hannover in Jugendhilfestützpunkte umgewandelt. 1999 übernahm das Stift von der Gartenkirche ein Alten- und Pflegeheim und stieg durch die Mitträgerschaft im Verein DiakonieMobil e. V. in die mobile Altenberatung ein.

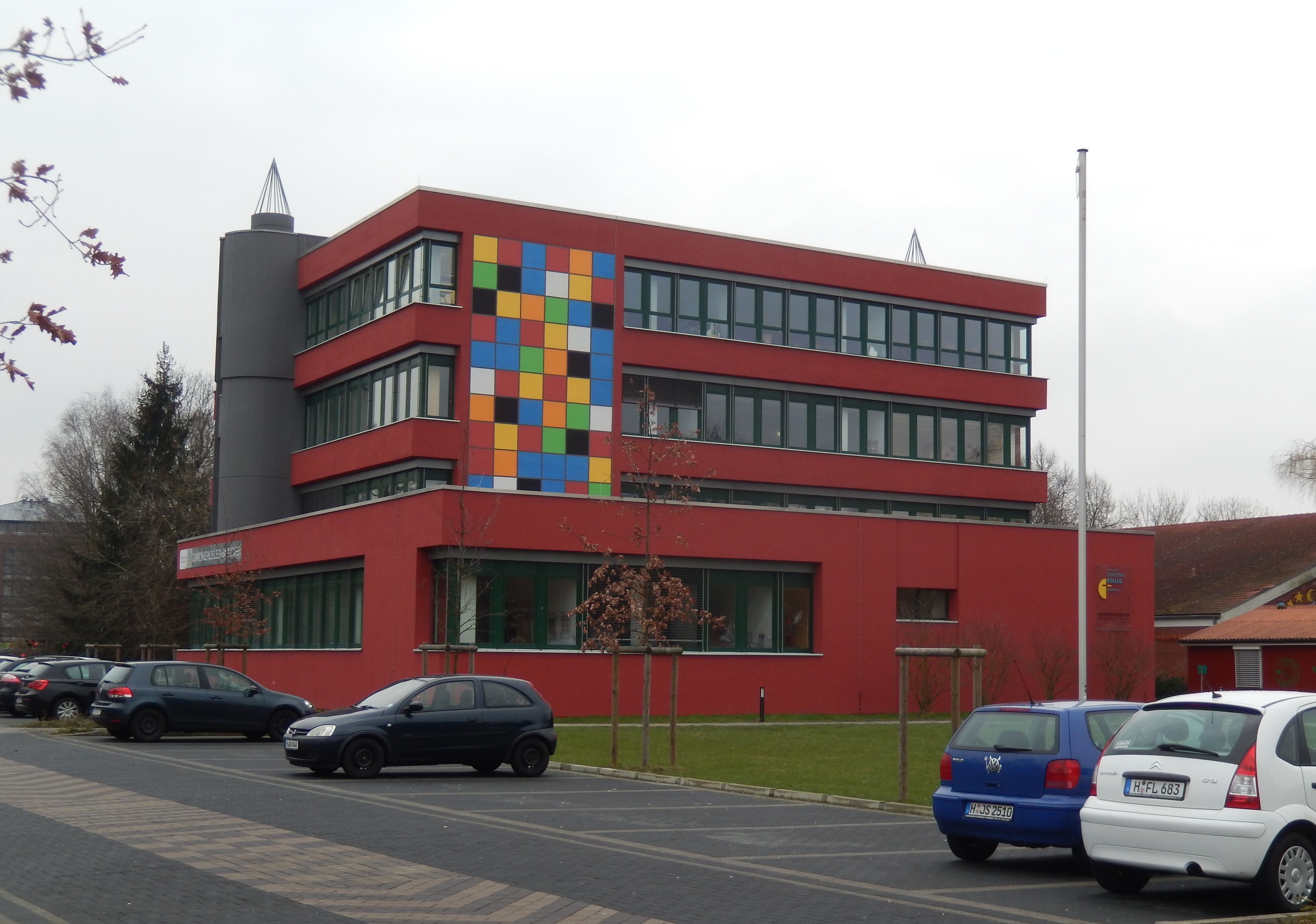
Diakonie-Kolleg Hannover

Das Jahr der Expo 2000 wurde durch viele Ausstellungen und der Beteiligung an dem Begleitprogramm geprägt. Ebenso wurde ein neuer Empfangsbereich mit der heutigen Info-Zentrale gebaut und durch den Ausbau des Zentrums für Erwachsenenbildung (Heimvolkshochschule) ein großer Teil des studentischen Wohnens im Wichernhaus abgebaut. Im Jahre 2002 wurde die Jugendhilfe um eine Mutter-Kind-Wohngruppe in Misburg erweitert und das Alten- und Pflegeheim Katharina von Bora wurde eröffnet. Des Weiteren schlossen sich die Fachschule für Sozialpädagogik des Stephansstiftes und die Fachschule für Heilpädagogik des Annastifts zum Diakonie-Kolleg Hannover zusammen, die als Tochterunternehmen beider Stiftungen fungiert.
Im Jahr 2005 schlossen die Zentralküche und die Kurzzeitpflege (ehemals Siechenhaus) aus Kostengründen. Das Gebäude der Zentralküche wurde für den Lehrbetrieb der Ludolf-Wilhelm-Fricke-Schule umfunktioniert. Das Lemmermannhaus der ehemaligen Kurzzeitpflege wurde umgebaut, um mehreren Seniorenappartements Platz zu bieten, die 2005 geöffnet wurden. Im selben Jahr siedelte sich die Diakonie-Station Kleefeld-Roderbruch auf dem Hauptgelände an. 2006 war geprägt durch die Schließung mehrerer stiftseigener Betriebe, wie der Tischlerei und der Malerei. Es erfolgte auch der Abbau der Angebote des Berufsbildungszentrums im Bereich des Berufsgrundbildungs- und -vorbereitungsjahres.

## Schriften (unvollständig)
- Stephansstift (Hrsg.): 125 Jahre Stephansstift. Hannover-Kleefeld 1994.